# 二碘乙烯
二碘乙烯（英語：Diiodoethylene）分子式：C2H2I2，摩尔质量：279.847 g/mol，可以指：
- 1,1-二碘乙烯，PubChem CID：9838577
- 1,2-二碘乙烯，混合CAS号：20244-70-6 
  - (Z)-异构体，CAS号：590-26-1 
  - (E)-异构体，CAS号：590-27-2